# Antichloris painei
Antichloris painei là một loài bướm đêm thuộc phân họ Arctiinae, họ Erebidae.